# San Filippo Neri in Eurosia

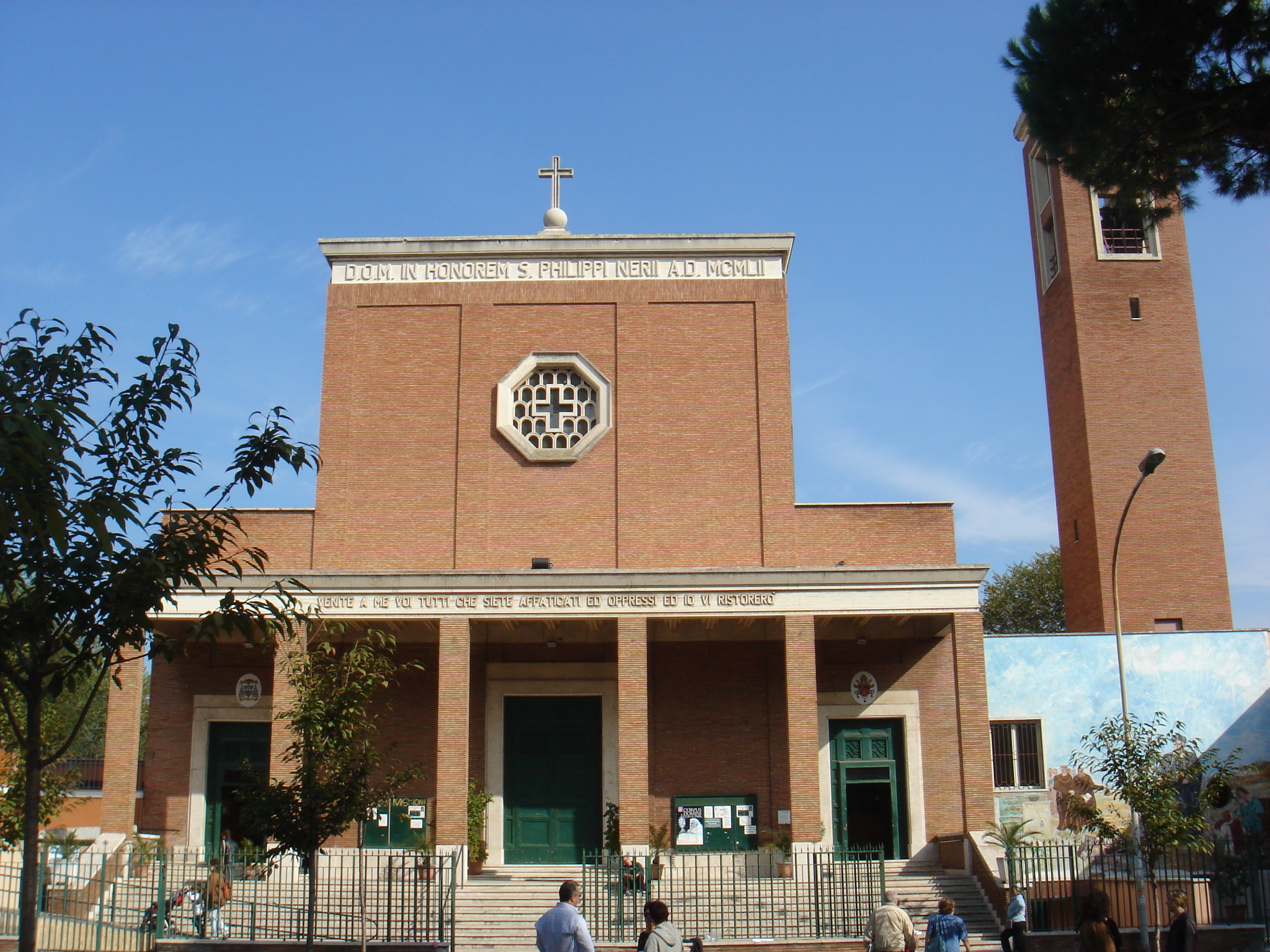
San Filippo Neri in Eurosia

San Filippo Neri in Eurosia ist eine Kirche in Rom. Sie wurde am 7. Juni 1967 durch Papst Paul VI. zur Titeldiakonie erklärt. In den Jahren 1952–1955 als Pfarrkirche des Stadtviertels Garbatella errichtet, das in der Zwischenkriegszeit nach dem Modell der Gartenstadt entstand, wurde sie dem Heiligen Philipp Neri, einer herausragenden Gestalt der Gegenreformation des 16. Jahrhunderts, geweiht.

## Kardinaldiakone
- Alfred Kardinal Bengsch (1967–1979), Bischof von Berlin, als Kardinalpriester
- Vakanz (1979–2003)
- Attilio Kardinal Nicora (2003–2017), Präsident der Güterverwaltung des Apostolischen Stuhls (APSA)
- Fabio Kardinal Baggio CS (seit 2024), Untersekretär des Dikasteriums für die ganzheitliche Entwicklung des Menschen